# Velîka Fosnea, Ovruci
Velîka Fosnea (în ucraineană Велика Фосня) este localitatea de reședință a comunei Velîka Fosnea din raionul Ovruci, regiunea Jîtomîr, Ucraina.

## Demografie
Componența lingvistică a localității Velîka Fosnea
     Ucraineană (97,04%)
     Rusă (2,62%)
     Alte limbi (0,34%)
Conform recensământului din 2001, majoritatea populației localității Velîka Fosnea era vorbitoare de ucraineană (97,04%), existând în minoritate și vorbitori de rusă (2,62%).